# Jüdischer Friedhof (Velhartice)
Koordinaten: 49° 15′ 31,4″ N, 13° 22′ 39,6″ O

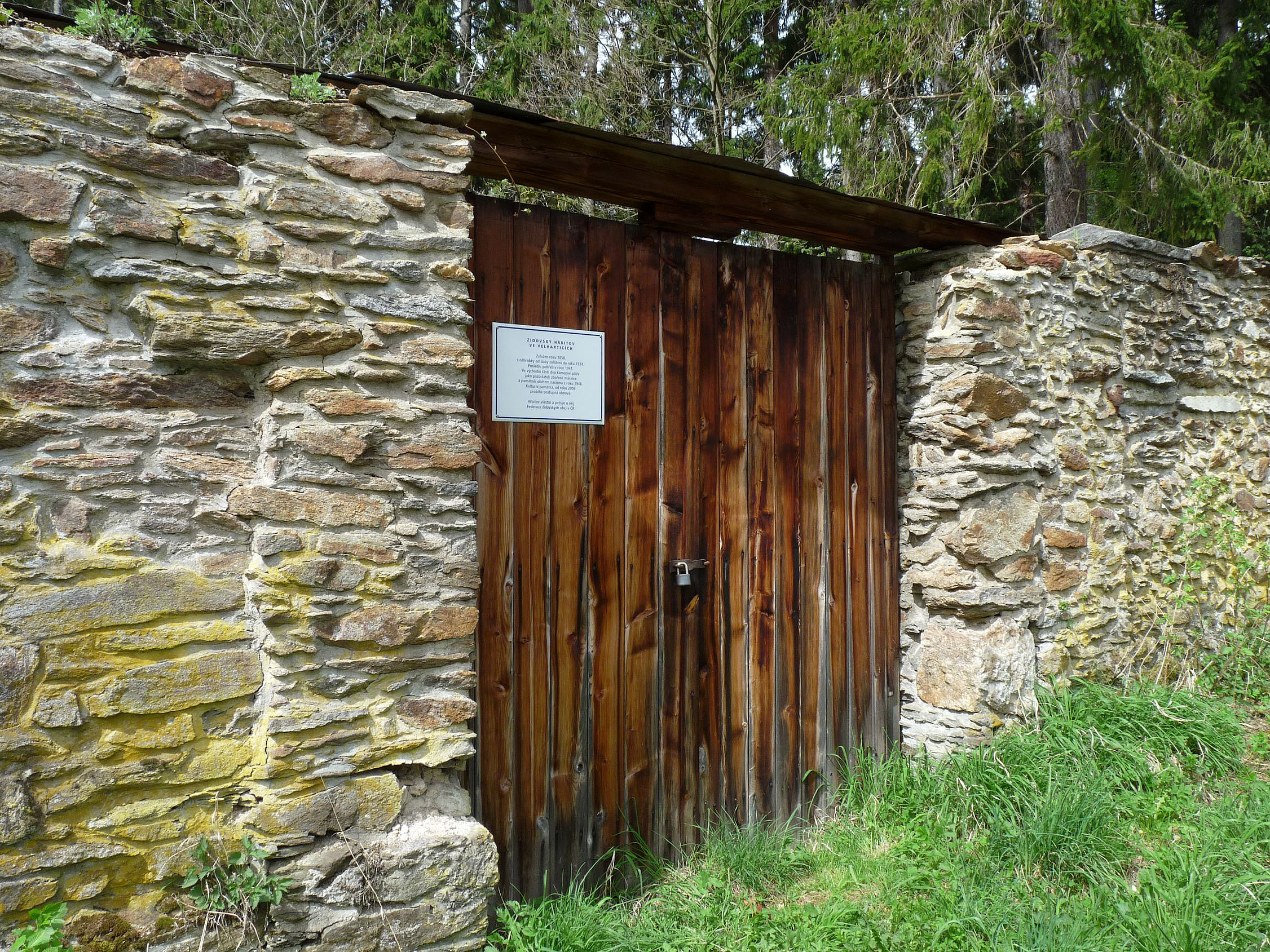
Eingang zum jüdischen Friedhof in Velhartice

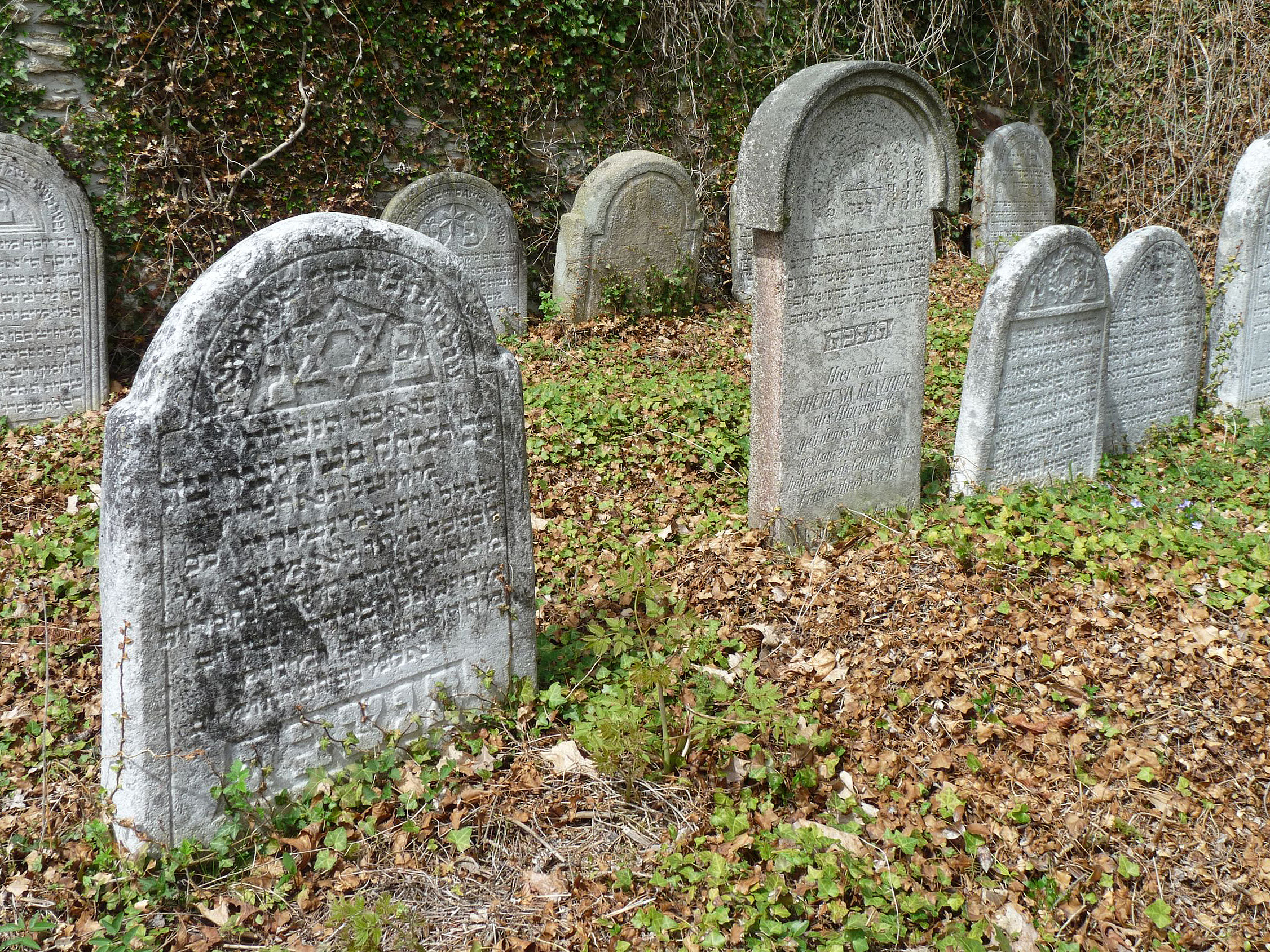
Grabsteine

Der Jüdische Friedhof in Velhartice (deutsch Wellartitz, früher Welhartitz), einer Gemeinde im Okres Klatovy in Tschechien, wurde 1858 angelegt. Der jüdische Friedhof im Wald bei dem Weiler Kouklovna ist seit 1988 ein geschütztes Kulturdenkmal.
Auf dem Friedhof befinden sich heute noch circa 60 Grabsteine. Die letzte Beisetzung erfolgte 1934.